# Igreja Nativa Americana

Símbolo da Igreja Nativa Americana

A Igreja Nativa Americana (NAC), também conhecida como Peyotismo e Religião Peyote, é uma religião nativa americana que ensina uma combinação de crenças tradicionais nativas americanas e cristianismo, com uso sacramental do peiote enteógeno. A religião se originou no território de Oklahoma (1890-1907) no final do século XIX, depois que o peiote foi introduzido nas Grandes Planícies do sul do México. Hoje é a religião indígena mais difundida entre os nativos americanos nos Estados Unidos (exceto nativos do Alasca e nativos havaianos), Canadá (especificamente povos das Primeiras Nações em Saskatchewan e Alberta) e México, com uma estimativa de 250.000 adeptos no final do século XX.

## História

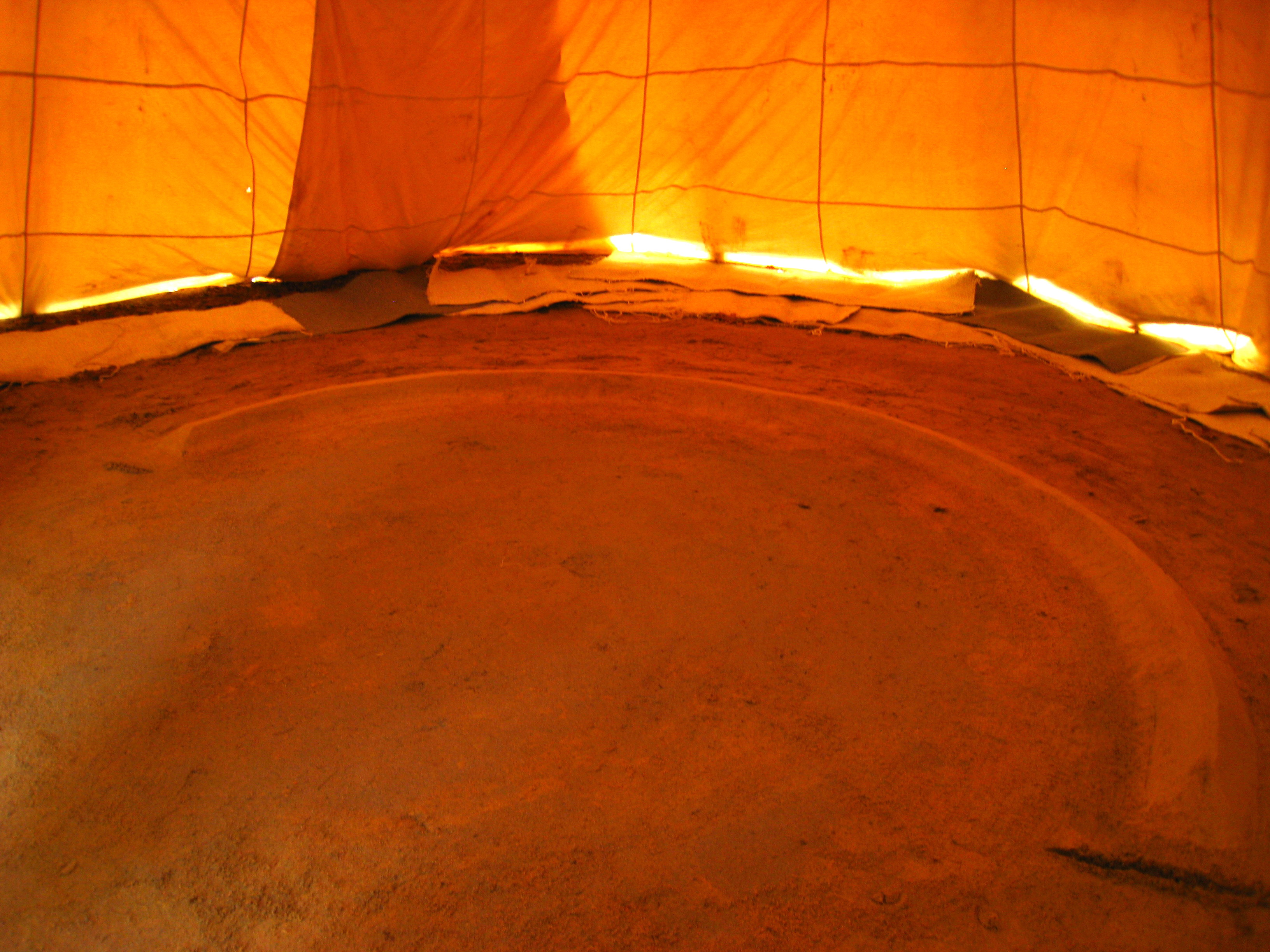
Estrada do Peiote

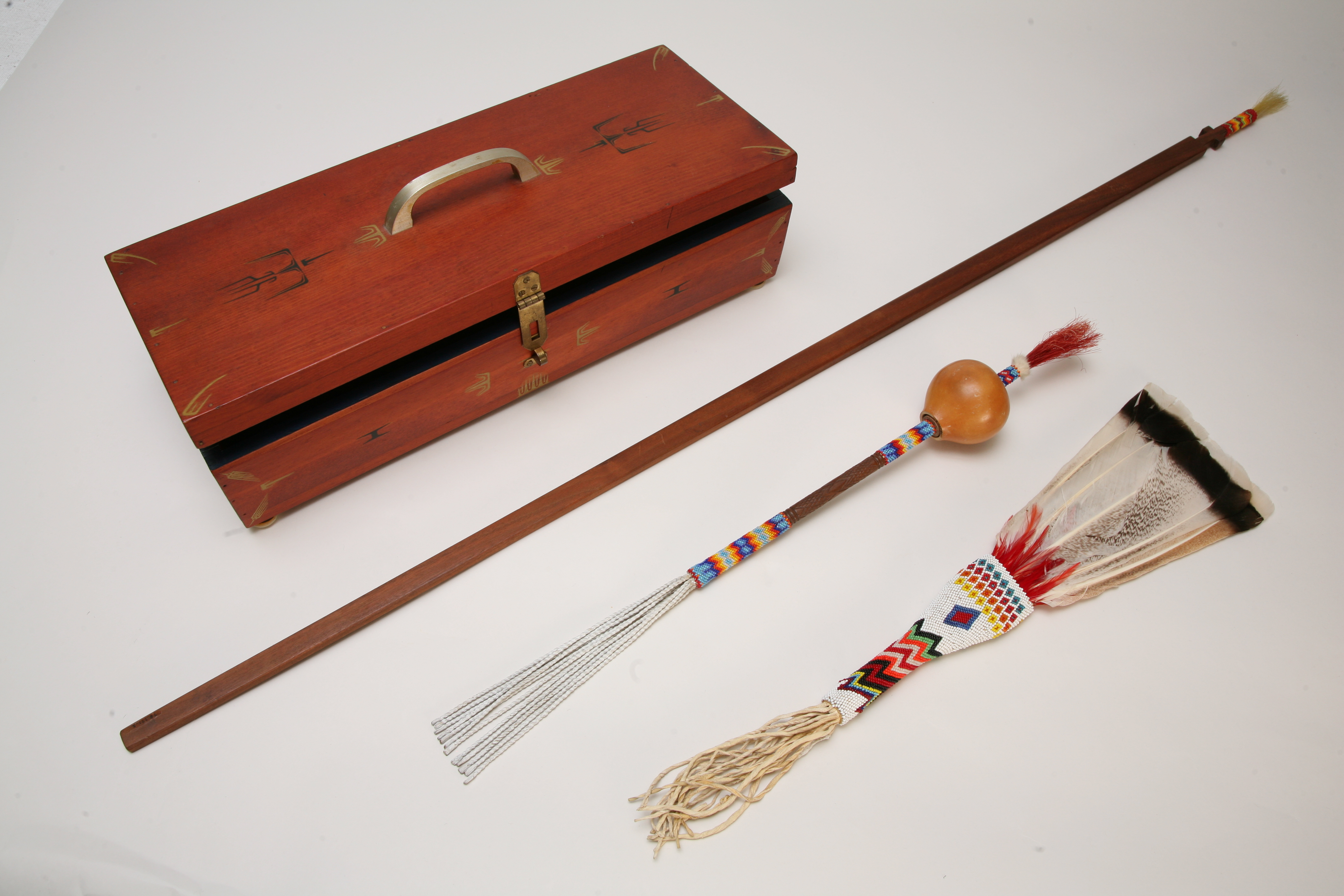
Um conjunto de peiote como este é usado pelo curandeiro durante o ritual do peiote.

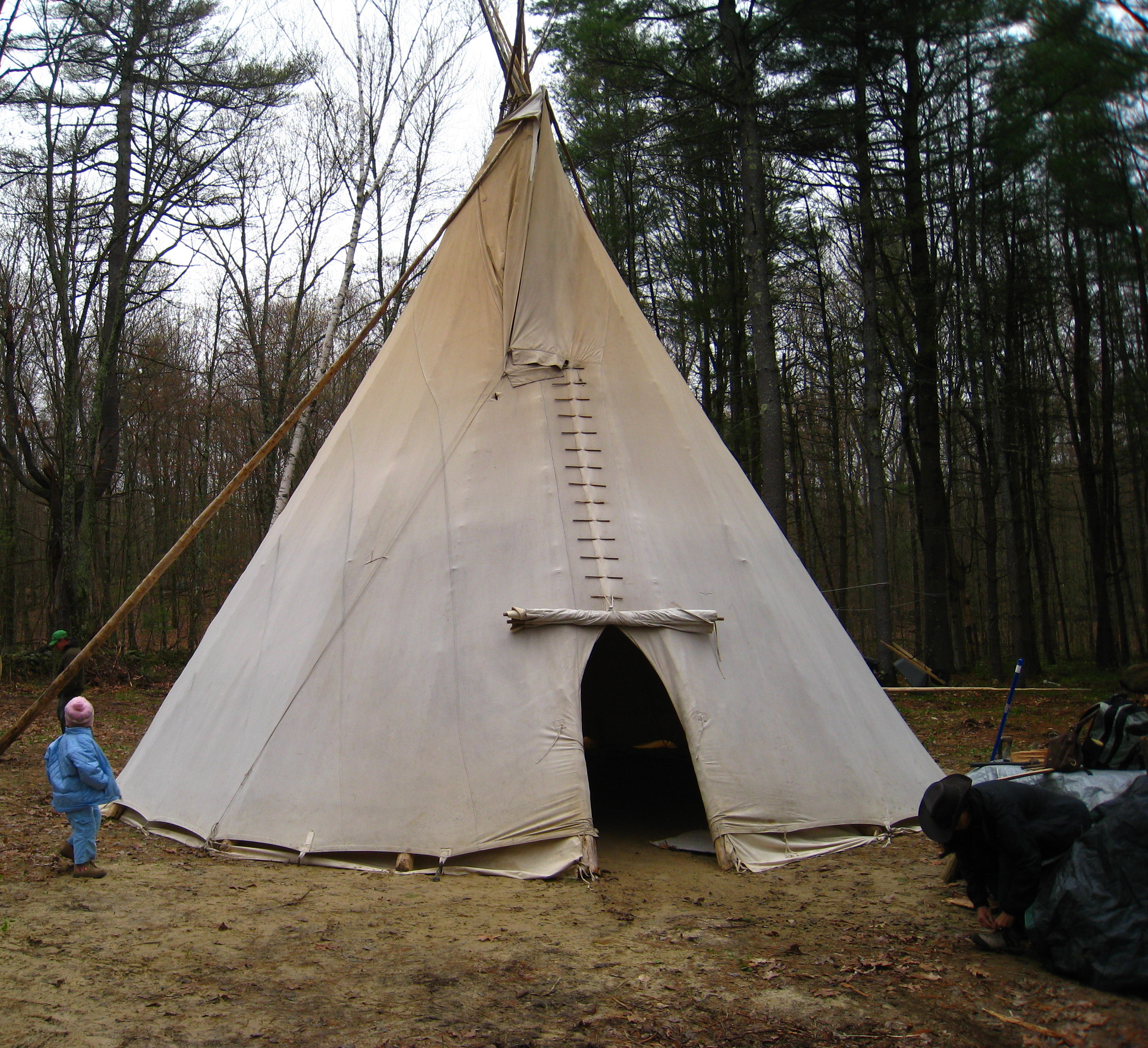
Tipi de cerimônia de peiote

Historicamente, muitas denominações do cristianismo tradicional fizeram tentativas de converter os nativos americanos ao cristianismo no Hemisfério Ocidental. Esses esforços foram parcialmente bem-sucedidos, pois muitas tribos nativas americanas refletem o credo cristão, incluindo a Igreja Nativa Americana. Embora a conversão ao cristianismo tenha sido um processo lento, os princípios da Igreja Nativa Americana foram mais prontamente aceitos.
Originalmente formada no território de Oklahoma, a Igreja Nativa Americana é monoteísta, acreditando em um ser supremo, chamado de Grande Espírito. Os princípios da Igreja Nativa Americana consideram o peiote como um sacramento sagrado e o usam como meio de comunicação com o Grande Espírito (Deus), também conhecido como o Criador.

## Crenças da igreja
Uma crença proeminente entre os membros da igreja é que todas as plantas são criadas propositalmente pelo Grande Espírito. Isso inclui o peiote que foi criado para fins medicinais, espirituais e de cura. Acredita-se que a doença e a morte sejam o resultado de um desequilíbrio no indivíduo. Além do peiote, outras plantas sagradas, oração e jejum são usados para curar esse desequilíbrio. O uso do peiote nunca é para fins recreativos e os efeitos alucinógenos da planta são considerados visões espirituais. Para a maioria dos nativos americanos, as visões são uma comunhão com o metafísico. No entanto, nem todos os membros experimentam efeitos alucinógenos durante os rituais de peiote. A planta destina-se a curar ou corrigir problemas sociais, pessoais e comunitários. Os membros acreditam que a planta é segura para crianças e mulheres grávidas. Os membros também acreditam na importância de ajudar o mundo para criar paz, saúde e liberdade. Eles buscam orientação do Grande Espírito para proteger a terra, continuar os caminhos de seus ancestrais e cuidar das gerações futuras. Além disso, eles praticam a inclusão e novos membros são bem-vindos para ingressar na igreja.

## Relação com o cristianismo
Alguns nativos americanos não gostam das crenças do cristianismo por causa da história entre nativos e grupos cristãos europeus. As tentativas dos missionários de alterar ou remover aspectos da herança e cultura dos nativos americanos deixaram muitos incapazes de se reconciliar com o cristianismo. Por outro lado, alguns membros procuram restabelecer a relação entre a Igreja e os cristãos. Eles acreditam que o perdão é importante para o conceito nativo de "andar direito". A maioria dos membros acredita que Jesus Cristo e o Grande Espírito são um e o mesmo.

## Diferentes lareiras
Na Igreja Nativa Americana, existem duas lareiras principais (altares cerimoniais de peiote transmitidos de geração em geração pela família) que são conduzidas: a lareira Meia-Lua e a lareira Fogo-Cruz.
Lareira meia-lua :
- Usa um altar de areia em forma de meia-lua, a cor da areia e o tamanho usado variando entre as tribos
- Usa tabaco e palha de milho durante as seções principais do serviço
- Os padrões de design de carvão diferem de tribo para tribo durante o serviço
- A equipe é passada ao redor do tipi durante as seções de canto
- Principais quatro canções cerimoniais cantadas.

Lareira de Fogo-Cruz:
- Usa um altar de areia em forma de ferradura, com um monte correspondente fora do tipi paralelo à fogueira - para representar o "túmulo de Jesus Cristo"[11]
- Não utiliza tabaco
- A equipe é colocada de pé no chão e não é passada pela cerimônia durante as seções de canto
- As seções da Bíblia são recitadas e usadas de acordo com as preces da família
- Desenho cruzado dentro das brasas para representar certos elementos de Jesus Cristo.
- Canções de peiote principalmente cristãs cantadas, com as quatro principais canções cerimoniais anexadas ao fogo cruzado.

Existem muitas variações de cada lareira, e elas dependem muito da tribo e do ambiente. Existem também lareiras especiais que não se encaixam exatamente no molde de nenhum dos estilos principais, portanto, a lista acima não é de forma alguma autoritária.

## Cerimônia e papéis
Os seguidores da Igreja Nativa Americana têm diferentes cerimônias, celebrações e formas de praticar sua religião. Por exemplo, entre os Teton, o grupo Fogo-cruz usa a Bíblia para sermões, que são rejeitados pelos seguidores da Meia-lua, embora cada um ensine uma moral cristã semelhante. As cerimônias geralmente duram a noite toda, começando no sábado à noite e terminando no domingo de manhã. Leitura das escrituras, oração, canto e percussão estão incluídos. Em geral, a Igreja Nativa Americana acredita em um Deus supremo, o Grande Espírito .
As cerimônias geralmente são realizadas em um tipi e exigem um padre, pastor ou ancião para conduzir o serviço. O condutor é referido como o Roadman. O Roadman é assistido por um homem do fogo, cuja tarefa é cuidar da lareira sagrada, certificando-se de que ela queime consistentemente a noite toda. O Roadman pode usar um cajado de oração, uma cabaça com contas e penas, um pequeno tambor, cedro e sua pena de águia como meio de conduzir os cultos. A esposa do Roadman ou outro parente do sexo feminino prepara quatro alimentos sacramentais e o "segundo café da manhã" que fazem parte dos cultos da igreja. Sua parte acontece bem cedo, entre 4h30 e 5h da madrugada. Os quatro alimentos sacramentais são água, carne desfiada ou "carne doce", mingau de milho e alguma versão de baga. Para contrabalançar o amargor do peiote consumido durante os cultos, os alimentos doces foram adicionados posteriormente. O segundo café da manhã é como qualquer outro café da manhã. Geralmente inclui ovos cozidos, torradas, batatas fritas, café e suco. Esta refeição é servida bem após o nascer do sol e pouco antes do encerramento dos cultos da igreja.
Os serviços da igreja não são ocorrências regulares de domingo, mas são realizados de acordo com pedidos especiais de uma família para comemorar um aniversário ou para um serviço memorial ou funeral. Os serviços começam ao pôr do sol de uma sexta-feira ou sábado à noite e terminam ao nascer do sol. Assim, um participante "senta" a noite toda, abrindo mão de uma noite inteira de descanso como parte de um pequeno sacrifício ao Espírito Santo e a Jesus .
Os serviços da igreja culminam em uma festa para toda a comunidade no dia seguinte. Como o peiote é um estimulante, todos os membros participantes estão bem acordados, então eles também participam da festa. A necessidade de dormir geralmente é sentida no final da tarde, principalmente após a festa. Presentes são dados ao Roadman e a todos os seus ajudantes pela família patrocinadora na festa para mostrar profundo apreço por todo o seu trabalho árduo.
Razões comuns para realizar um culto incluem: o desejo de curar doenças, comemorações de aniversário, feriados cristãos, formaturas escolares e outros eventos significativos da vida.